# Kuroko no Basuke
Kuroko no Basuke (яп. 黒子のバスケ, «Баскетбол Куроко») — манґа про баскетбол, створена японським манґакою Тадатосі Фудзімакі (яп. 藤卷忠俊 Фудзімакі Тадатосі). Оповідає про пригоди баскетбольної команди, яка намагається потрапити на національний чемпіонат. У 2012 році стала другою найбільш продаваною манґою Японії після One Piece.

## Сюжет
У середній школі «Тейко» була сформована неймовірно сильна баскетбольна команда, яка одержувала безліч перемог в різних змаганнях і три роки поспіль ставала переможцем на міжнародному чемпіонаті серед юніорів.
Серед талановитих гравців виділялися п'ятеро геніїв, більш відомі як «Покоління чудес» (яп. キ セ キ の 世代 Кісекі но Седай). Але був ще один гравець, якого визнали всі п'ять геніїв, так званий «примарний, шостий гравець». Однак після випуску всі розійшлися по різним старшим школам. Тецуя Куроко, знаменитий «невидимка», надходить в старшу школу Сейрін, чия баскетбольна команда існує всього лише два роки. На церемонії надходження Куроко вирішує вступити в неї, як і талановитий Тайга Кагамі, який раніше грав в команді США і поблажливо ставиться до японського баскетболу.
Команда школи Сейрін з новоявленими гравцями починає брати участь в різних змаганнях, щоб взяти титул чемпіонів. Їхній шлях ускладнений тим, що їм належить зіткнутися з найсильнішими командами інших старших шкіл, в деяких з яких вступили гравці п'ятірки «Покоління Чудес».

## Медіа

### Манґа
Написана та ілюстрована Фудзімакі Тадатосі манґа Kuroko no Basuke виходила у журналі Weekly Shōnen Jump з 8 грудня 2008 по 1 вересня 2014. 275 глав манґи були зібрані і видані у 30 танкобон-томах видавництвом  Shueisha і виходили у період з квітня 2009 по грудень 2014. 9 листопада 2015 у Weekly Shōnen Jump вийшла глава-кроссовер з манґою Hinomaru Sumo за авторства Кавади, а сценарій до цього епізоду написав Такахасі Ічіро. Раніше Кавада працював помічником Фудзімакі і вони разом працювали над створенням Kuroko no Basuke.

### Аніме
Аніме-адаптація манґи була створена студією Production I.G. Перший сезон з 25 серій виходив з 7 квітня по 22 вересня 2012.